# Soul Kitchen (Halle)

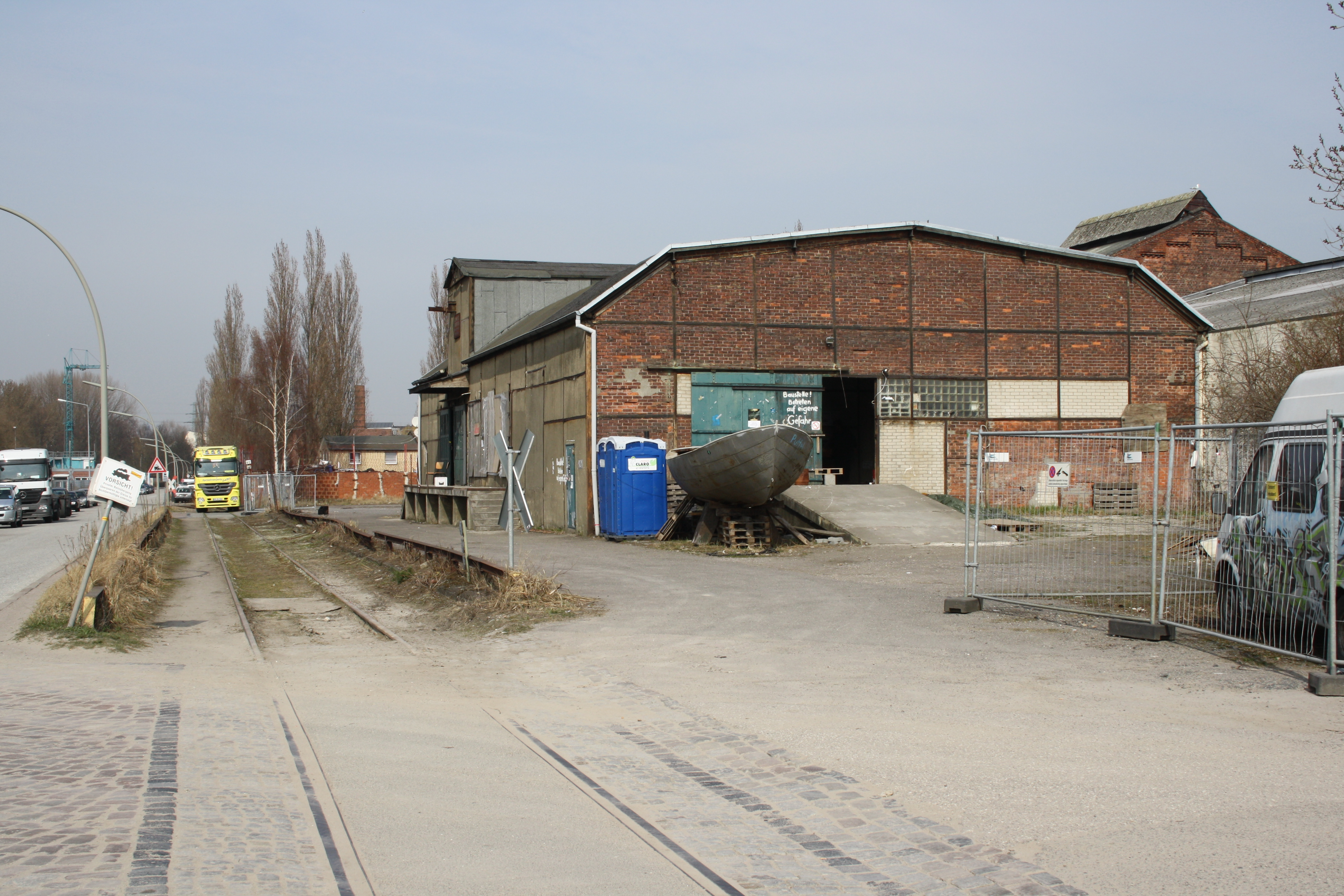
Soul Kitchen in Hamburg-Wilhelmsburg

Die Soul Kitchen ist eine ehemalige Veranstaltungshalle im Hamburger Stadtteil Wilhelmsburg. Sie war Drehort des gleichnamigen Films Soul Kitchen (2009) von Fatih Akın. Seit dem 18. Juni 2010 fanden in der Halle vielfältige Kulturveranstaltungen und Ausstellungen statt. 
Die Halle ist stark renovierungsbedürftig und wurde daher aus Sicherheitsgründen am 31. August 2012 von der zuständigen Behörde gesperrt. Es fehlen insbesondere Brandschutz und sanitäre Anlagen.
Im Juli 2022 stürzte ein Teil des Daches ein. Es wurde festgestellt, dass die Halle akut einsturzgefährdet ist, bei einer Resttragfähigkeit von 25 bis 30 Prozent des durchgerosteten Eisenfachwerks. Im Herbst 2024 erklärte der Senat, dass der Erhalt des Bauwerks nicht möglich sei und die Fläche einer plangerechten Vermarktung als Industriegrundstück zugeführt werden solle, womit ein Abbruch der Soul-Kitchen-Halle einhergehen würde. Aufgrund der öffentlichen Wahrnehmung der Halle waren zuvor erfolglos verschiedene Alternativen zum Abriss erwogen worden, wie ihre Verlagerung an einen anderen Ort oder Integrierung des weniger beschädigten Teils in einen Neubau.